# Jelly Belly Cycling Team/2008
Deze pagina geeft een overzicht van de wielerploeg Jelly Belly Cycling Team in 2008.

## Renners
| Naam                  | Geboortedatum | Nationaliteit    | Ploeg 2007               |
| --------------------- | ------------- | ---------------- | ------------------------ |
| Mead Bryce            | 02-09-1980    | Verenigde Staten | Jelly Belly Cycling Team |
| Michael Cody          | 15-02-1982    | Verenigde Staten | Jelly Belly Cycling Team |
| Charles Bradley Huff  | 05-02-1979    | Verenigde Staten | Team Slipstream          |
| Michael Lange         | 21-04-1983    | Verenigde Staten | Team Slipstream          |
| Jeremy Powers         | 29-06-1983    | Verenigde Staten | Jelly Belly Cycling Team |
| Nick Reistad          | 20-04-1983    | Verenigde Staten | Jelly Belly Cycling Team |
| Matthew Rice          | 29-04-1979    | Australië        | Jelly Belly Cycling Team |
| Nicholas Sanderson    | 27-05-1984    | Australië        | SouthAustralia.com-AIS   |
| Scott Tietzel         | 28-03-1984    | Verenigde Staten | neoprof                  |
| Aaron Barry Tuckerman | 07-09-1983    | Nieuw-Zeeland    | neoprof                  |
| Bernard Van Ulden     | 11-09-1979    | Verenigde Staten | Navigators Insurance     |
| Todd Wells            | 25-12-1975    | Verenigde Staten | neoprof                  |

2000 · 2001 · 2002 · 2003 · 2004 · 2005 · 2006 · 2007 · 2008 · 2009 · 2010 · 2011 · 2012